# NGC 6723
NGC 6723 ist die Bezeichnung eines Kugelsternhaufens im Sternbild Schütze. NGC 6723 hat eine scheinbare Helligkeit von 6,8 mag und einen Winkeldurchmesser von 13'.
Entdeckt wurde das Objekt am 2. Juni 1826 von James Dunlop.

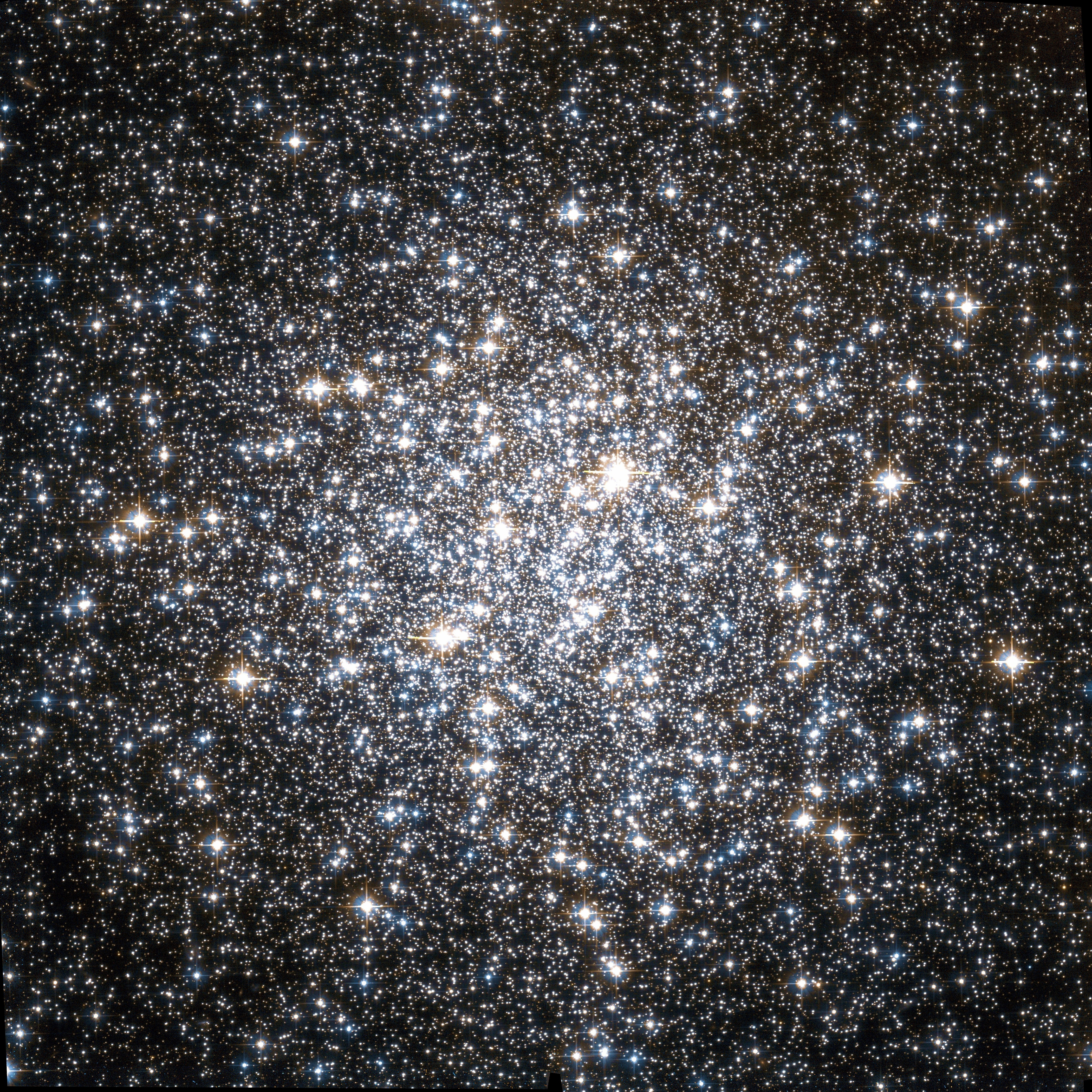
Hochaufgelöste Aufnahme des Zentrums des Kugelsternhaufens mithilfe des Hubble-Weltraumteleskops, Bildwinkel 3,5' × 3,5'